# Polen i olympiska vinterspelen 1964
Polen deltog med 51 deltagare vid de olympiska vinterspelen 1964 i Innsbruck. Ingen av landets deltagare erövrade någon medalj.